# Торговый дом Дранкова
«Торго́вый дом Дранко́ва» (также ателье Дранкова) — российская компания по производству кинофильмов, образованная в 1907 году А. О. Дранковым.
С 1915 года — Акционерное общество «А. Дранков и К°».

## История создания
В 1907 году А. О. Дранков, хозяин сети фотоателье, побывал во Франции и Великобритании, где некоторое время изучал технологию производства фильмов и завязывал деловые знакомства. По возвращении в Российскую империю на базе собственного ателье в Санкт-Петербурге организовал небольшую титровальную мастерскую, которая занималась созданием русскоязычных титров для зарубежных фильмов по заказам городских кинотеатров. Компания также начала снимать хроникальные фильмы (Дранков и работавшие на него операторы оставались обычными участниками всех крупных событий в Санкт-Петербурге и Москве), а затем приступил к съёмкам художественных короткометражных лент —  «Борис Годунов». Фильм не был закончен, хотя снятые для него материалы демонстрировались в кинотеатрах в том же 1907 году под названием «Сцены из боярской жизни».
Первой вышедшей на экран художественной кинолентой производства Дранкова стал фильм «Понизовая вольница» / «Стенька Разин и княжна», премьера которого состоялась 15 октября 1908 года.
Кипучая энергия в паре c деловой беззастенчивостью предпринимателя стали причиной того, что в кинематографической среде «дранковщина» стала нарицательным словом.  
Дранковская неразборчивость и всеядность аккумулировала и выражала всеядность самого широкого зрителя — российского мещанина. Предприниматель чувствовал интересы, ожидания, настроения такого зрителя и умел дать ему экранную пищу.«История российской кинематографии (1896—1940 гг.)» 2016
В период 1912—1913 годов компания работала совместно с фабрикантом А. Г. Талдыкиным, вложившим крупные средства, и именовалась Торговый дом «А. Талдыкин, А. Дранков и К°». В 1913 году открылось Товарищество «А. Дранков и К°» в Москве.
В реорганизованное в 1915 году Акционерное общество «А. Дранков и К°» вступали представители финансового, литературного и артистического сообществ. Компания учредила конкурс на составление киносценариев, в жюри вошли режиссёры, писатели, художники: М. П. Арцыбашев, К. А. Коровин, Я. А. Львов, В. В. Максимов, Л. Г. Мунштейн, Л. В. Никулин, С. Г. Петров, Н. А. Попов, А. Я. Таиров, В. К. Татищев, А. Н. Толстой, С. С. Юшкевич. В 1916 году капитал АО составлял 600.000 рублей.
АО «А. Дранков и К°» просуществовало вплоть до 1917 года, окончившись вынужденной эмиграцией предпринимателя в Константинополь.

## Фильмография
- 1907 — Борис Годунов (не окончен)
- 1907 — Князь Серебряный (экранизация одноимённого романа А. К. Толстого)[9]
- 1907 — Открытие Государственной Думы III созыва (документальный)[1]
- 1907 — Уличная жизнь Петербурга (документальный)[1]
- 1908 — Большой человек
- 1908 — В. Н. Давыдов у себя на даче (документальный)[1]
- 1908 — День 80-летия Л. Н. Толстого (документальный)[1]
- 1908 — Крушение пассажирского поезда на станции Померанье Николаевской железной дороги (документальный) [1]
- 1908 — Понизовая вольница / Стенька Разин и княжна
- 1908 — Приезд депутатов Государственной Думы в Царское Село 13 февраля с. г. (документальный)[1]
- 1908 — Пьеро и Пьеретта (фильм-балет)
- 1908 — Свадьба Кречинского
- 1908 — Торжественная панихида на Волковом кладбище в СПб. по случаю 25-летия со дня смерти И. С. Тургенева (документальный)[1]
- 1908 — Усердный денщик
- 1909 — Купец Калашников[10]
- 1909 — Тарас Бульба
- 1910 — Богдан Хмельницкий
- 1910 — Запорожец за Дунаем
- 1911 — 606 / Квинтэссенция злобы дня / Приключение в парке[11]
- 1911 — Акулина-модница
- 1913 — Во власти тёмной силы
- 1913 — Женщина, которая улыбалась
- 1913 — Маленькие бандиты (трюковая комедия)
- 1913 — Обрыв
- 1913 — Покорение Кавказа[12]
- 1913 — Преступление и наказание (первая экранизация романа Ф. М. Достоевского)[13]
- 1913 — Преступная страсть / Преступная страсть отца (драма; не сохранился)[14]
- 1913 — Страшная месть горбуна К / Золотой горбун К. / Золотой горб (уголовно-приключенческий фильм; не сохранился)[15]
- 1913 — Суфражистка, или мужчины, берегитесь (комедия)
- 1913 — Тайна портрета профессора Инсарова (психологическая драма мистического характера; не сохранился)[16]
- 1913 — Трёхсотлетие царствования дома Романовых
- 1914 — Братья-разбойники
- 1914 — Дикарь
- 1914 — Когда Сокольский был гимназистом (комедия)
- 1914 — Макс и Мориц
- 1914 — Маскарад
- 1914 — Наполеон наизнанку (политшарж-трагикомедия)
- 1914 — Незабвенная ночь (фарс)
- 1914 — Самоуправцы
- 1914 — Сокольский грезит (комедия)
- 1914 — Сокольский лунатик (комедия)
- 1914 — Сокольский поэт (комедия)
- 1914 — Сокольский флиртует (комедия)
- 1914 — Царь Фёдор Иоаннович
- 1914 — Человек не дерево (фарс)
- 1914 — Червонные валеты (драма)
- 1914 — Шкап смерти (драма; не сохранился)[17]
- 1915 — Весёлый ужин с печальными последствиями (фарс)
- 1915 — Дочь вора
- 1915 — Дядя Пуд в Луна-парке (комедия)[18]
- 1915 — Жажда любви[6]
- 1915 — Жертва Тверского бульвара (драма)[19]
- 1915 — Зараза (психологическая драма)[6]
- 1915 — Золото, слёзы и смех (драма)
- 1915 — Золотой горб (уголовно-приключенческий фильм)
- 1915 — Мертвец[6]
- 1915 — Московский хитровский притон (бульварная драма)
- 1915 — Наказанная любознательность (комедия-фарс)
- 1915 — Приключения знаменитого начальника Петроградской сыскной полиции И. Д. Путилина / Призраки прошлого / По следам убийц / Русский Шерлок Холмс (детективная драма; сохранился не полностью)[20]
- 1915 — Седьмая заповедь (жуткая трагедия)
- 1915 — Сонька — Золотая Ручка (6 серий)
- 1915 — Старина и редкость (комедия)
- 1915 — Степные орлы (драма)
- 1915 — Тайна ложи литера «А»[6]
- 1915 — Трагедия близорукого (комедия)
- 1915 — Чей ребёнок (комедия)
- 1915 — Чёрная жемчужина (бульварно-приключенческий фильм)
- 1916 — Алим — крымский разбойник[21]
- 1916 — Антон Кречет
- 1916 — В лапах жёлтого дьявола / Московские шантажисты / Тайна московских клубов (драма)[22]
- 1916 — Вова в деревне (комедия)
- 1916 — Вова в отпуску (комедия)
- 1916 — Вова на войне (комедия)[23]
- 1916 — Вор и джентльмен (комедия)
- 1916 — Встречи случайные, встречи трамвайные (комедия)
- 1916 — Вся в прошлом (драма)
- 1916 — Дачные радости (комедия)
- 1916 — Два вора и хозяин (комедия)
- 1916 — Заживо погребённая
- 1916 — Кабачок весёлых гризеток (фарс)
- 1916 — Как с гуся вода (фарс)
- 1916 — Лысый влюблен в танцовщицу[24]
- 1916 — Лысый-кинооператор[25]
- 1916 — Лысый приглашён на ужин[26]
- 1916 — Любовник по телефону (фарс)
- 1916 — Ой, ой, зубы (комедия)
- 1916 — Похождения вставной челюсти (комедия)
- 1916 — Преступление доктора Стокса (психологическая драма)
- 1916 — Старость Лекока (детектив)
- 1916 — Супруги-любовники (кино-шутка)
- 1916 — Тот, кто получает пощёчины
- 1916 — Часы (комедия)
- 1916 — Чудовище с зелёными глазами (драма из жизни столичной богемы)
- 1917 — Бабушка русской революции[27]
- 1917 — В красе её был смертный яд (детективная драма; не сохранился)[28]
- 1917 — Георгий Гапон[29]
- 1917 — Потёмки истерзанной души
- 1917 — Сын моря (драма; не сохранился)[30]
- 1918 — Ваши пальцы пахнут ладаном
- 1918 — Жизнь Гаррисона (кинобиография; не сохранился)[31]